# Primera Divisió 1997-1998
La Primera Divisió 1997-1998 fu la terza edizione del campionato andorrano di calcio, disputato tra l'ottobre 1997 e il 10 maggio 1998 e si concluse con la vittoria finale del Principat al suo secondo titolo.
Capocannoniere del torneo fu Rafael Sanchez Pedrosa (FC Santa Coloma) con 36 reti.

## Formula
Le squadre passarono da 12 a 11 e si incontrarono in turni di andata e ritorno per un totale di 20 giornate. Al fine di ripristinare 12 squadre nella stagione successiva non furono previste retrocessioni in segona Divisió.
La vincente del torneo si qualificò alla Coppa UEFA 1998-1999.
Il Deportivo La Massana cambiò nome in Magatzems Lima mentre il Gimnastic Valira diventò Assegurances Doval.
Alla fine della stagione il FC Andorra Veterans si sciolse.

## Squadre partecipanti
| Club                  | Città               | Posizione 1996-97   |
| --------------------- | ------------------- | ------------------- |
| FC Andorra Veterans   | Andorra la Vella    | 2°                  |
| Magatzems Lima        | La Massana          | 8°                  |
| FC Encamp             | Encamp              | 3°                  |
| Sporting Engordany    | Escaldes-Engordany  | 6°                  |
| Inter Club d'Escaldes | Escaldes-Engordany  | 9°                  |
| Assegurances Doval    | Escaldes-Engordany  | 11°                 |
| Cava Benito           | Sant Julià de Lòria | Segona Divisió      |
| Principat             | Andorra la Vella    | Campione di Andorra |
| FC Santa Coloma       | Santa Coloma        | 4°                  |
| UE Sant Julià         | Sant Julià de Lòria | 7°                  |
| Joieries Aurum        | Engolasters         | Segona Divisió      |

Tutte le partite furono disputate nello Estadi Comunal d'Aixovall.

## Classifica
|                    | Pos. | Squadra               | Pt | G  | V  | N | P  | GF | GS | DR  |
| ------------------ | ---- | --------------------- | -- | -- | -- | - | -- | -- | -- | --- |
| Andorra (bandiera) | 1.   | Principat             | 56 | 20 | 18 | 2 | 0  | 89 | 9  | +80 |
|                    | 2.   | FC Santa Coloma       | 55 | 20 | 18 | 1 | 1  | 99 | 11 | +88 |
|                    | 3.   | FC Encamp             | 38 | 20 | 11 | 5 | 4  | 57 | 27 | +30 |
|                    | 4.   | Inter Club d'Escaldes | 35 | 20 | 11 | 2 | 7  | 34 | 28 | +6  |
|                    | 5.   | Sporting Engordany    | 25 | 20 | 7  | 4 | 9  | 37 | 63 | -26 |
|                    | 6.   | Joieries Aurum        | 24 | 20 | 7  | 3 | 10 | 30 | 45 | -15 |
|                    | 7.   | Cava Benito           | 23 | 20 | 7  | 2 | 11 | 30 | 52 | -22 |
|                    | 8.   | Magatzems Lima        | 22 | 20 | 6  | 4 | 10 | 24 | 39 | -15 |
|                    | 9.   | UE Sant Julià         | 20 | 20 | 6  | 2 | 12 | 35 | 54 | -19 |
|                    | 10.  | FC Andorra Veterans   | 12 | 20 | 3  | 3 | 14 | 20 | 70 | -50 |
|                    | 11.  | Assegurances Doval    | 6  | 20 | 2  | 0 | 18 | 27 | 84 | -57 |

Legenda:

      Campione di Andorra e ammesso alla Coppa UEFA
      Retrocessa in Segona Divisió
Note:

Tre punti a vittoria, uno a pareggio, zero a sconfitta.

### Verdetti
- Campione di Andorra: Principat
- Qualificato alla Coppa UEFA: Principat
- Retrocesse in Segona Divisió: FC Andorra Veterans